# Amt Usedom-Süd
Het Amt Usedom-Süd is een samenwerkingsverband van 15 gemeenten in het  Landkreis Vorpommern-Greifswald in de Duitse deelstaat Mecklenburg-Voor-Pommeren. Het amt telt 11.666 inwoners. Het bestuurscentrum bevindt zich in de stad Usedom. 

## Gemeenten
1. Benz (1.118)
2. Dargen (576)
3. Garz (280)
4. Kamminke (249)
5. Korswandt (585)
6. Koserow (1.703)
7. Loddin (991)
8. Mellenthin (461)
9. Pudagla (499)
10. Rankwitz (549)
11. Stolpe auf Usedom (367)
12. Ückeritz (1.009)
13. Usedom, stad * (1.747)
14. Zempin (962)
15. Zirchow (570)